# Ángel Dionicio Rodríguez Mejía
Ángel Dionicio Rodríguez Mejía 21 de marzo de 1985, La Brea, Trujillo, Colón, Honduras es un futbolista Hondureño. Este jugador empezó en Club Deportivo Motagua de Honduras.

## Trayectoria
Angel Rodríguez ha tenido un gran desempeño como delantero en el fútbol de Honduras y ahora en Guatemala.

## Clubes
| Club                             | País      | Año               |
| -------------------------------- | --------- | ----------------- |
| Club Deportivo Motagua           | Honduras  | 2002 - 2004       |
| Club Deportivo y Social Vida     | Honduras  | 2005 - 2006       |
| Arsenal Football Club (Honduras) | Honduras  | 2007              |
| Real Juventud                    | Honduras  | 2008 - 2009       |
| América de Chimaltenango         | Guatemala | 2009 - 2010       |
| Sonaguera Fútbol Club            | Honduras  | 2011 - 2012       |
| Barillas F.C.                    | Guatemala | 2013 - 2014       |
| Halcones Fútbol Club             | Guatemala | 2015              |
| Escuintla Heredia                | Guatemala | 2015 - 2016       |
| Deportivo Guastatoya             | Guatemala | 2016 - 2019       |
| Comunicaciones Fútbol Club       | Guatemala | 2019              |
| Club Deportivo y Social Vida     | Honduras  | 2019              |
| Deportivo Iztapa                 | Guatemala | 2020 - Actualidad |